# Johann Konrad Tobler
Johann Konrad Tobler (* 27. Februar 1757 in Grub; † 14. Juli 1825 in Speicher; heimatberechtigt in Grub, ab circa 1766 von Heiden, von 1803 bis 1809 von Speicher, danach wieder Bürger von Heiden) war ein Schweizer Textilunternehmer und Politiker, Tagsatzungsgesandter aus dem Kanton Appenzell Ausserrhoden.

## Leben
Johann Konrad Tobler war der Sohn des Michael Tobler, Garnhändler, Leinwandfabrikant und Landesfähnrich, und der Anna Rechsteiner. Er ehelichte 1781 Katharina Lutz, Tochter des Anton Lutz, Arzt. Tobler besuchte die Höhere Lehranstalt in Lindau am Bodensee. Er absolvierte eine kaufmännische Ausbildung im Handelshaus Zellweger in Trogen und Lyon. Danach war er auch als Garnhändler tätig und trat 1776 ins väterliche Geschäft in Heiden ein. 1781 übernahm er den Betrieb. Dank dem Handel mit englischen Garnen erwarb er ein grosses Vermögen. Tobler verlegte 1801 das Geschäft und seinen Wohnsitz nach Speicher. Von 1782 bis 1794 amtierte er als Gemeindehauptmann von Heiden. Von 1794 bis 1797 hatte er einen Sitz im Gemeinderat von Heiden. Von 1797 bis 1798 amtierte er als Ausserrhoder Landesfähnrich, von 1798 bis 1800 als Unterstatthalter des Distrikts Wald und 1801 als Deputierter des Kantons Säntis an der helvetischen Tagsatzung. Von 1814 bis 1820 hatte er das Amt des Landesseckelmeisters inne. Er ordnete die Staatsfinanzen neu und lehnte die kantonale Münzprägung ab. Sein Eintreten für einen modernen Staat brachte ihm zahlreiche Gegner. In Heiden stiftete Tobler 1809 eine Armen- und Waisenanstalt, dann 1811 eine Schule für die Bissau in Heiden und 1822 eine Realschule. Ferner testierte er 100'000 Gulden für Schul- und Armenzwecke.